# Варюхин, Виктор Николаевич
Виктор Николаевич Варюхин — член-корреспондент Национальной академии наук Украины, доктор физико-математических наук (1991), профессор (1999).

## Биография
В 1974 году с отличием окончил физический факультет Донецкого государственного университета после чего с 1975 по 1978 год учился в аспирантуре при Донецком физико-техническом институте имени А. А. Галкина НАН Украины. С 1978 года работал в этом институте младшим научным сотрудником. В 1991—1997 годах докторант и старший научный сотрудник в Институте металлофизики АН УССР, а также заведующий отделом физики высоких давлений и перспективных технологий и заместитель директора по научной работе ДонФТИ. С 1996 года — первый заместитель директора, с 1997 года директор ДонФТИ. Область научных интересов: физика высоких давлений, металлофизика, сверхпроводимость, физика наноматериалов.
Действительный член Нью-йоркской Академии наук. Автор более 300 научных работ и патентов на изобретения, среди которых 7 монографий. Главный редактор журнала «Физика и техника высоких давлений». Председатель Специализированного совета по защите кандидатских и докторских диссертаций. Со 2 октября 2003 находится в составе Регионального совета по вопросам науки и технологий. Депутат Донецкого городского совета четвёртого и пятого созывов, заместитель председателя постоянной комиссии по вопросам экономической и регуляторной политики, содействия предпринимательству, управления коммунальной собственностью. Член правления Донецкой областной организации работодателей. Член Партии регионов.
4 февраля 2009 года получил звание член-корреспондента НАН Украины.
В конце 2017 года работал в ДонФТИ
В июне 2022 года исключен из НАН Украины.
Избран членом-корреспондентом РАН 29 мая 2025 года. 

## Награды
- Лауреат премии имени Г. В. Курдюмова Национальной Академии наук Украины (2002)
- Почётная грамота Кабинета Министров Украины (2003).
- Почётная грамота Президента Украины (2004)
- Почётная грамота Верховной Рады Украины (2005)
- «Заслуженный деятель науки и техники Украины» (2007)